# 砂川 (熊本県)

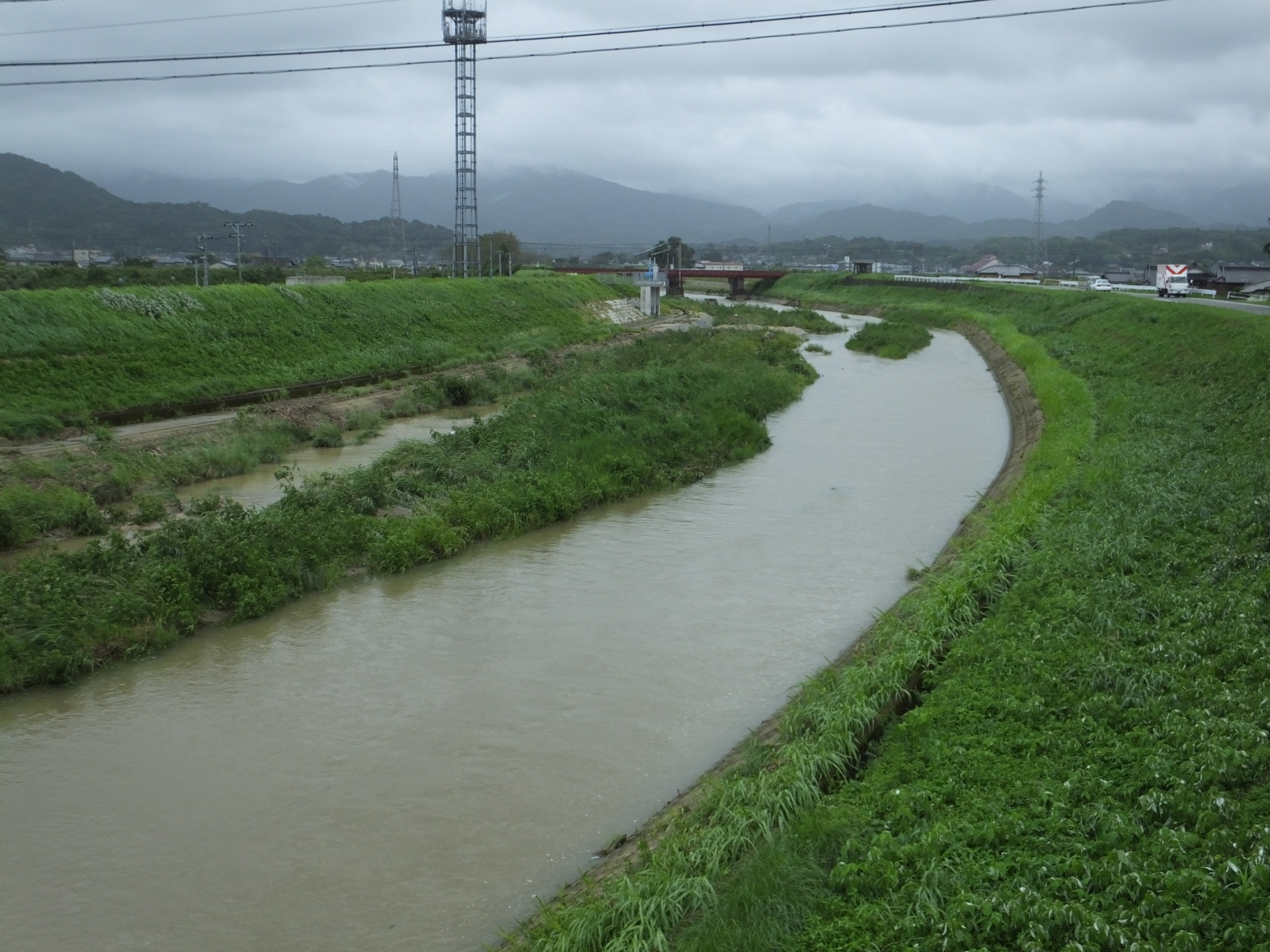
上砂川橋より上流方

砂川（すながわ）は、熊本県宇城市・八代郡氷川町を流れる二級河川。

## 地理
宇城市豊野町上郷付近に源を発し西流する。水源周辺はゆるやかな谷津田だが、南へ向け城山東麓を下るようになると狭く急峻な谷を進み、複数の支流を合わせてゆく。熊本県道32号小川嘉島線が中流部まで並行している。畑中川を合わせると海東地区の集落となる。次第に西向きへ流れを変えながら河川幅を増してゆき、稲川を合わせると八代平野となり山地から一変する。小川市街地の南部を北西流する。黒橋を越えると別の二級水系である八枚戸川を北接して並流する。そして二つの河川はそのまま直線的に八代海へ流入する。流路延長13.2kmのうち、舞鴫川合流点より下流11.736kmが二級河川に指定されている。
流域の大部分が宇城市内だが、稲川合流地点の周辺で八代郡氷川町に接する部分がある。また、支流の舞鴫川の水源である「峠の岩清水」は1997年（平成9年）度に「肥後の水自然愛護賞」を受賞している。
宇城市小川町では、堤防に沿って8.2kmにわたり約30万本のコスモスが植えられ、コスモス街道と呼ばれている。毎年10月に見頃となる。1979年（昭和54年）より植え付けが始まったものだが、トマト黄化葉巻病の発生原因となっていることが指摘されて以降一部地区への定植を中止している。

## 治水
砂川は名称の通り多量の砂が堆積する河川であり、また中下流部は天井川となっている。1971年（昭和46年）7月21日から翌7月22日未明にかけての上流域における総雨量500mmの豪雨により、小川町域において死者6人・床上浸水358棟・床下浸水2,512棟・橋梁流出112箇所・道路決壊218箇所、被害総額47億400万円（当時の小川町予算の9倍）に及ぶ記録的水害が発生した（翌1972年（昭和47年）7月5日夜にも豪雨で水害が発生している）。激甚災害の指定を受け、これを契機として35億円を費やし、砂川堤防の整備をはじめとする河川改修を4年間行った。これにより河川の機能性は確保されたが、その後も上流部における開発の進展等により土砂の堆積が著しい状態にある。宇城市が河川管理者の熊本県に継続的な浚渫要望を行った結果、砂川は2012年（平成24年）度に重要水防区間の指定を受けた。熊本県の財政状況は厳しい状態にあるが、以降は浚渫がより機動的に実施されるようになった。

## 支流
上流より掲載
- 吹野川
- 白岩川
- 舞鴫川
- 畑中川　二級河川
- 筒田川　二級河川
- 田中川
- 小園川
- 日岳川
- 早迫川
- 稲川　二級河川

## 主な橋
上流より掲載
- ○○橋
- 吹野橋
- 吐合橋
- 山神橋 - 熊本県道32号小川嘉島線
- 大五橋
- ○○橋
- 中央橋
- ○○橋
- 下流橋 - 熊本県道32号小川嘉島線
- ○○橋
- ○○橋
- ○○橋
- 蓮仏橋 - 熊本県道52号小川泉線
- 東小川橋
- 権現橋
- 原田橋
- 砂川橋 - 九州自動車道
- 上穴瀬橋
- 刈萱橋 - 熊本県道155号小川八代線
- 砂川橋 - 国道3号
- JR鹿児島本線橋梁
- 上砂川橋 - 熊本県道255号竜北小川停車場線
- 黒橋
- 下砂川橋 - 熊本県道14号八代鏡宇土線
- JR九州新幹線橋梁
- 砂川大橋 - 熊本県道338号八代不知火線